# 斯托爾比謝湖
55°38′59.66″N 49°12′34.9″E / 55.6499056°N 49.209694°E
斯托爾比謝湖（俄语：Столбище），是俄羅斯的湖泊，位於該國西部韃靼斯坦共和國，由萊舍沃區負責管轄，長0.53公里、寬0.17公里，面積6.49公頃，平均水深2米。